# سابرينا مان
سابرينا مان هي مقدمة تلفزيونية وعارضة فلبينية، ولدت في 12 مارس 2000 في هونغ كونغ في الصين.

## وصلات خارجية
- سابرينا مان على موقع IMDb (الإنجليزية)
- سابرينا مان على موقع قاعدة بيانات الفيلم (الإنجليزية)